# Hans Fruhstorfer
Hans Fruhstorfer (Passau, Alemania, 7 de marzo de 1866 - Múnich, 9 de abril de 1922) fue un explorador y entomólogo alemán especialista en Lepidoptera. Recogió y describió nuevas especies de mariposas exóticas, especialmente en Macrolepidoptera del mundo de Adalbert Seitz. Su mejor trabajo fue el de las mariposas de Java.

## Biografía
Su carrera empezó en 1888 con dos años en Brasil. Su expedición fue financiada y se dedicó de manera profesional a su trabajor de recolector de mariposas. Posteriormente viajó a Ceilán, y posteriormente a Java durante tres años, visitando Sumatra. Entre 1895 y 1896 recolectó en Sulawesi, Lombok y Bali. En 1899, realizó un viaje de tres años por los Estados Unidos, Oceanía, Japón, China, Tonkin, Annam y Siam, volviendo via India. 
De vuelta de sus viajes, se Génova donde escribió sus bases sobre los especímenes de su colección.[cita requerida] En taxonomía, realizó un estudio extensivo soble la genitalia masculina. Fruhstorfer, en esos años estudió las mariposas del Paleártico, Orthoptera y botánica. No viajó más y contrató los servicios de otros recolectores como Hans Sauter en Formosa y Franz Werner en Nueva Guinea.
Las colecciones de Fruhstorfer están dipositadas en el Museo de Historia Natural de Berlín, el Museo de Historia Natural de Londres (BMNH) y el Museo Nacional de Historia Natural de Francia en París, así como otros museos.
Fruhstorfer murió en Múnich el 9 de abril de 1922, después de una fallida operación de cáncer.

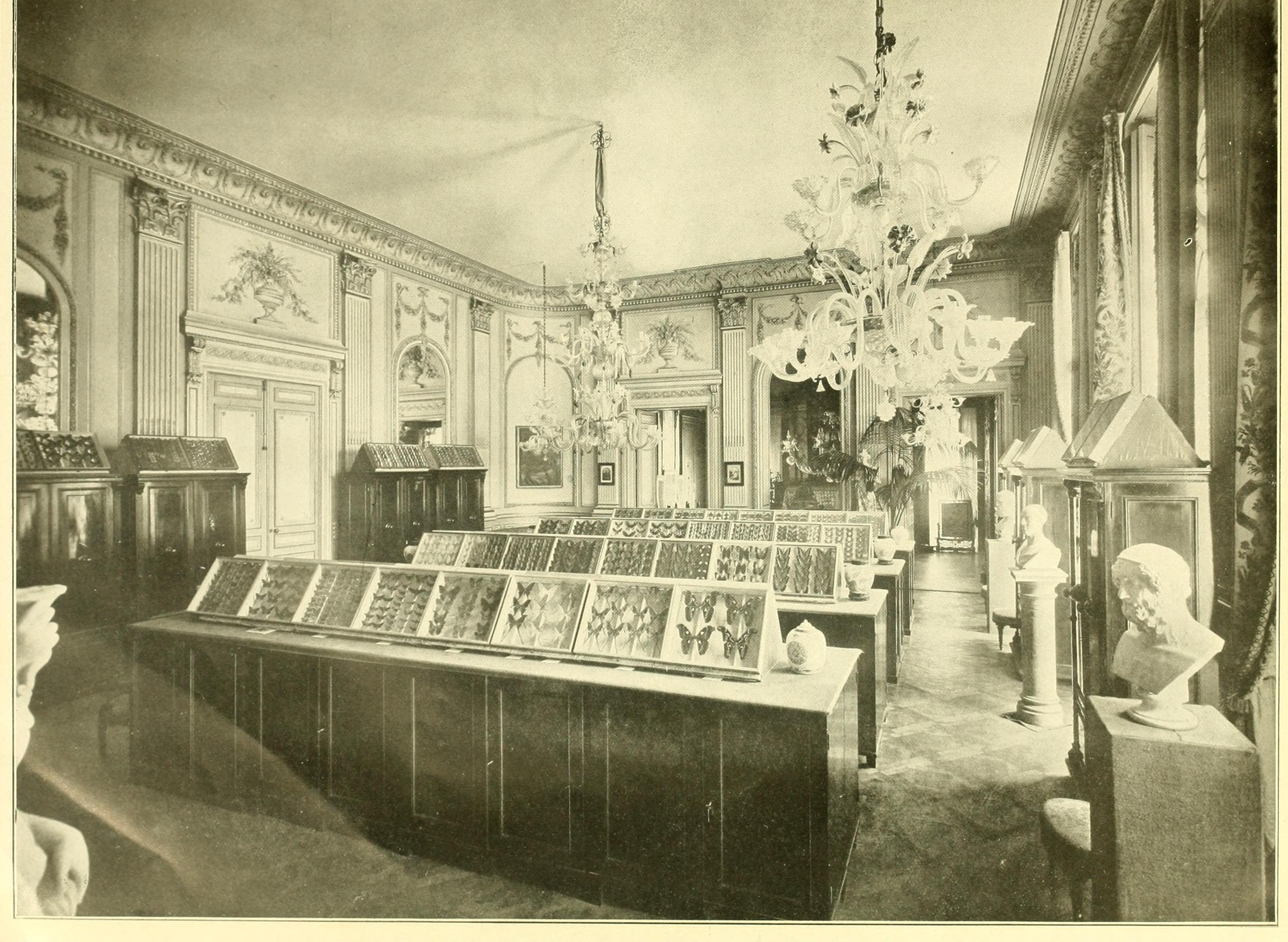
La Colección de Hans Fruhstorfer.

## Obras
Lista no exhaustiva:
- "Verzeichnis der von mir in Tonkin, Annam und Siam gesammelten Nymphaliden und Besprechung verwandter Formen", Wiener entomologische Zeitung 25: 307-362, pls. 1,2. (1906)
- "Family Pieridae", in Adalbert Seitz (ed.) The Macrolepidoptera of the world 9: 119-190, pls. Alfred Kernen, Stuttgart. (1910)
- "Family Lycaenidae", in Seitz ibid. 9: 803-901, pls. (part) Alfred Kernen, Stuttgart. (1915–1924)